# Trambesòs
Trambesòs – system lekkiej kolei miejskiej łączący Sant Adrià de Besòs i Badalonę z Barceloną w Hiszpanii.
Pierwsza linia T4 została oddana do użytku 8 maja 2004 i jej trasa zaczyna się od Ciutadella-Vila Olímpica w Barcelonie a następnie rozciąga się przez północno-wschodnią część miasta aż do Sant Adrià de Besòs. Druga linia Trambesós T5 została uruchomiona 13 października 2006 a jej trasa rozpoczyna się w Glòries w Barcelonie i wiedzie do Gorg w Badalonie. 15 czerwca 2008 została oddana do użytku nowa linia T6 a jej trasa wiedzie od Estació de Sant Adrià (gdzie jest połączona z siecią RENFE) do Gorg w Badalonie.

## Historia
Sieć Trambesòs planowana była z zamiarem ponownego reaktywacji tramwaju w Barcelonie jako uzupełnienie do metra. W późnych latach 80. i na początku lat 90. XX wieku konsorcjum Avenida Diagonal złożyło projekt opracowujący odtworzenie linii tramwajowych na terenie obszaru metropolitarnego Barcelony. W rezultacie w 1996 powstał projekt podzielony na dwie sieci: Trambesós i Trambaix.
W 1999 sieć Trambesòs została ujęta w planie budowy całej infrastruktury. W lutym 2002, konsorcjum ATM przyznało fundusze w kwocie 168,96 mln € na budowę i eksploatację na 25 lat sieci Trambesòs. W styczniu 2003 rozpoczęły się regularne prace budowlane a 8 maja 2004 nastąpiła uroczysta inauguracja wraz z otwarciem linii T4 sieci Trambesós.
14 lipca 2004 został zakończony pierwszy etap Trambesòs, wraz z rozbudową linii T4 o kolejne 4 przystanki do Ciutadella-Vila Olímpica, a 14 października 2006 zainaugurowane zostało uruchomienie linii T5, która łączy Glòries z Besòs. 15 czerwca 2008 uruchomiono zaś nową linię T6.

## Tabor
Wszystkie tramwaje sieci Trambesós jak i Trambaix obsługiwane są przez tabor dostarczony przez firmę Alstom. Wszystkie tramwaje są niskopodłogowe oraz każdy z pojazdów jest dwukierunkowy. Każda jednostka mierzy 32 m długości i 2,65 m szerokości. Tramwaje są w pełni klimatyzowane i każdy posiada monitoring. Posiadają 64 miejsc siedzących, oraz specjalne miejsca przeznaczone na przewóz rowerów. Obecnie w całej sieci znajduje się 18 pojazdów.

## Trasy
Obecnie w całej sieci Trambesós jest 27 przystanków, jednakże 26 jest w użyciu, które odpowiednio są obsługiwane przez linie T4, T5 i T6. Spośród wszystkich 9 ma bezpośrednie lub bliskie połączenie z siecią metra, zaś 20 przystanków jest posiada wspólną platformę dla jazdy w obu kierunkach.

Schemat przebiegu linii T4, T5 i T6 sieci Trambesós

 Przystanki na trasie
Barcelona:
- Verdaguer
- Sicília
- Monumental
- Glòries
- Ca l'Aranyó
- Pere IV
- Fluvià
- Selva de Mar
- El Maresme
- Fòrum

Sant Adrià de Besòs:
- Campus Diagonal-Besòs
- Port Fòrum
- Estació de Sant Adrià

 Przystanki na trasie
Barcelona:
- Vila Olímpica
- Wellington
- Marina
- Teatre Nacional
- Glòries
- Can Jaumandreu
- Espronceda
- Sant Martí de Provençals
- Besòs
- Alfons el Magnànim

Sant Adrià de Besòs:
- Parc del Besòs
- La Catalana
- Sant Joan Baptista
- Encants de Sant Adrià

Badalona:
- Sant Roc
- Gorg

 Przystanki na trasie
Barcelona:
- Vila Olímpica
- Wellington
- Marina
- Teatre Nacional
- Glòries
- Can Jaumandreu
- Espronceda
- Sant Martí de Provençals
- Besòs
- Alfons el Magnànim

Sant Adrià de Besòs:
- Parc del Besòs
- La Mina
- Port Fòrum
- Estació de Sant Adrià